# Джудіт О'Ді
Джудіт О'Ді (англ. Judith O'Dea, *20 квітня 1945, Піттсбург, Пенсільванія) — американська акторка, відома своєю роллю Барбари у культовому фільмі жахів «Ніч живих мерців» (1968) режисера Джорджа Ромеро. О'Ді є власницею компанії O'Dea Communications.

## Фільмографія
- «Ніч живих мерців» (1968)
- «Клаустрофобія» (2003)
- «October Moon» (2005)
- «November Son» (2008)
- «Звір Тімо Роуз» (2009)
- «Живі мерці» (2012)
- «Ніч живих мерців: Генезис» (2015)[3]